# Eremophila cuneifolia
Eremophila cuneifolia är en flenörtsväxtart som beskrevs av Kränzl.. Eremophila cuneifolia ingår i släktet Eremophila och familjen flenörtsväxter. Inga underarter finns listade i Catalogue of Life.